# Оптико-акустична спектроскопія
О́птико-акусти́чна спектроскопі́я (рос. оптико-акустическая спектроскопия, англ. optical-and-acoustic spectroscopy; нім. optisch-akustische Spektroskopie f) — розділ оптичної спектроскопії, який базується на оптико-акустичному ефекті, що полягає у виникненні акустичних коливань в зразку при опроміненні його модульованим на звуковій частоті випромінюванням (УФ, видимим та ІЧ).
Оптико-акустична спектроскопія дозволяє дослідити слабко- і сильнопоглинаючі речовини в будь-якому агрегатному стані. Вона застосовується для визначення неорганічних і органічних сполук (аміаку, оксидів вуглецю, азоту, метану і ін.) в газах при їхньому ізотопному аналізі.